# Danny Murphy
Daniel Benjamin „Danny” Murphy (Chester, 1977. március 18. –) angol labdarúgó.

## Pályafutása

### Crewe Alexandra
Murphy 1993-ban, a Crewe Alexandra csapatában kezdte meg a profi pályafutását. 1994 októberében próbajátékon vett részt a Manchester Unitednél, de nem sikerült meggyőznie a vezetőséget. 1997-ig maradt a Crewe játékosa, 137 bajnokin lépett pályára és 27 gólt szerzett.

### Liverpool
Miután a Liverpoolhoz igazolt, nem tudott egyből bekerülni az első csapatba, így 1998-ban kölcsönben visszament a Crewe Alexandrához. Visszatérése után fontos tagja lett a vörös mezeseknek. 2001-ben csapatával megnyerte az FA Kupát, a Ligakupát és az UEFA-kupát. 2002-ben ezüstérmes lett a Premier League-ben, 2003-ban pedig újabb Ligakupa-sikert ünnepelhetett. Három alkalommal is győztes gólt szerzett a Manchester United ellen az Old Traffordon.

### Charlton Athletic
Murphy 2004 augusztusában 2,5 millió fontért a Charlton Athletichez igazolt. Első szezonjában nem tudott csúcsformába lendülni, de a 2005/06-os idény első három hónapjában olyan jól teljesített, hogy még az is felmerült, hogy visszahívják az angol válogatottba. Szeptemberben megkapta a hónap legjobb játékosának járó díjat is.

### Tottenham Hotspur
2006. január 31-én leigazolta a Tottenham Hotspur. 2 millió fontot fizettek érte. A szezon hátralévő részében csak az utolsó néhány mérkőzésen kapott lehetőséget. Első gólját 2006. október 1-jén, a Portsmouth ellen szerezte. Mindössze 39 másodpercre volt szüksége, hogy betaláljon. Később, a Newcastle United ellen ollózó mozdulattal szerzett gólt, bár később Steven Taylor öngóljaként jegyezték be a találatot.

### Fulham
A Fulham 2007. augusztus 31-én, ismeretlen összeg ellenében leigazolta Murphyt. Már első idényében állandó kezdő volt a londoniaknál, 43 meccsen kapott lehetőséget és hat gólt szerzett. 2008. május 11-én, a Portsmouth ellen fejes gólt szerzett, ezzel 1-0-s sikerhez és bennmaradáshoz segítve csapatát. A 2008/09-es szezon előtt Roy Hodgson menedzser neki adta a csapatkapitányi karszalagot.
2008. november 9-én, a Newcastle United ellen megszerezte pályafutása 100. gólját. 2009. március 21-én büntetőből gólt szerzett a Manchester United ellen, a Fulham végül 2-0-ra győzött.

## Válogatott
Murphy 2001 és 2003 között kilenc alkalommal lépett pályára az angol válogatottban és egy gólt szerzett. Részt vehetett volna a 2002-es vb-n, de egy sérülés megakadályozta ebben.

## Sikerei, díjai

### Liverpool
- Ligakupa-győztes: 2001, 2003
- FA Kupa-győztes: 2001
- UEFA-kupa-győztes: 2001
- Charity Shiled-győztes: 2001
- UEFA-szuperkupa-győztes: 2001

## Külső hivatkozások
- Danny Murphy pályafutásának statisztikái a Soccerbase oldalon (angolul)

- Danny Murphy adatlapja a FootballDatabase-en
- Danny Murphy adatlapja a Fulham honlapján

## Fordítás
- Ez a szócikk részben vagy egészben  a   Danny Murphy (footballer born 1977) című angol Wikipédia-szócikk fordításán alapul.  Az eredeti cikk szerkesztőit annak laptörténete sorolja fel. Ez a jelzés csupán a megfogalmazás eredetét és a szerzői jogokat jelzi, nem szolgál a cikkben szereplő információk forrásmegjelöléseként.